# デジタル放送なんでも相談室
デジタル放送なんでも相談室（デジタルほうそうなんでもそうだんしつ）は、NHKが総合テレビで2007年4月8日から2008年2月24日まで放送していた地上デジタル放送関連番組である。後番組は『デジタルQ』。

## 概要
地上デジタルテレビ放送におけるデジタル化は2003年12月1日にまず3大都市圏から始まり、その後3年をかけて全国の主要地域（全都道府県庁所在市区など）で放送が開始された。
しかしまだ地方都市、特に北海道（函館･旭川･帯広･釧路･北見･室蘭各局）および西日本地区では放送が始まっていない地域や始まったばかりという地域が多いこともありアナログ放送とは全く異なる仕組みを理解することができないという人も多く、NHKなどにはデジタル放送に関する問い合わせが数多く寄せられている。
この番組はそうした問い合わせの中から特に質問が多く寄せられた項目についてNHKの地上デジタル放送推進大使（当時）の島津有理子らが回答し、地上デジタル放送について周知を図ることを目的としている。

## 放送日時
- 総合テレビ：毎週日曜 13:50 - 13:55
ただし、スポーツ中継などが組まれているときは休止。

## 進行役
- 島津有理子（地上デジタル放送推進大使、放送時点）
- 大津茜（デジタルアドバイザー、NHK技術局視聴者技術センター職員）

## スタッフ
- 制作：NHKサービスセンター・日本放送協会
- 著作：日本放送協会